# Kazimierz Wielikosielec

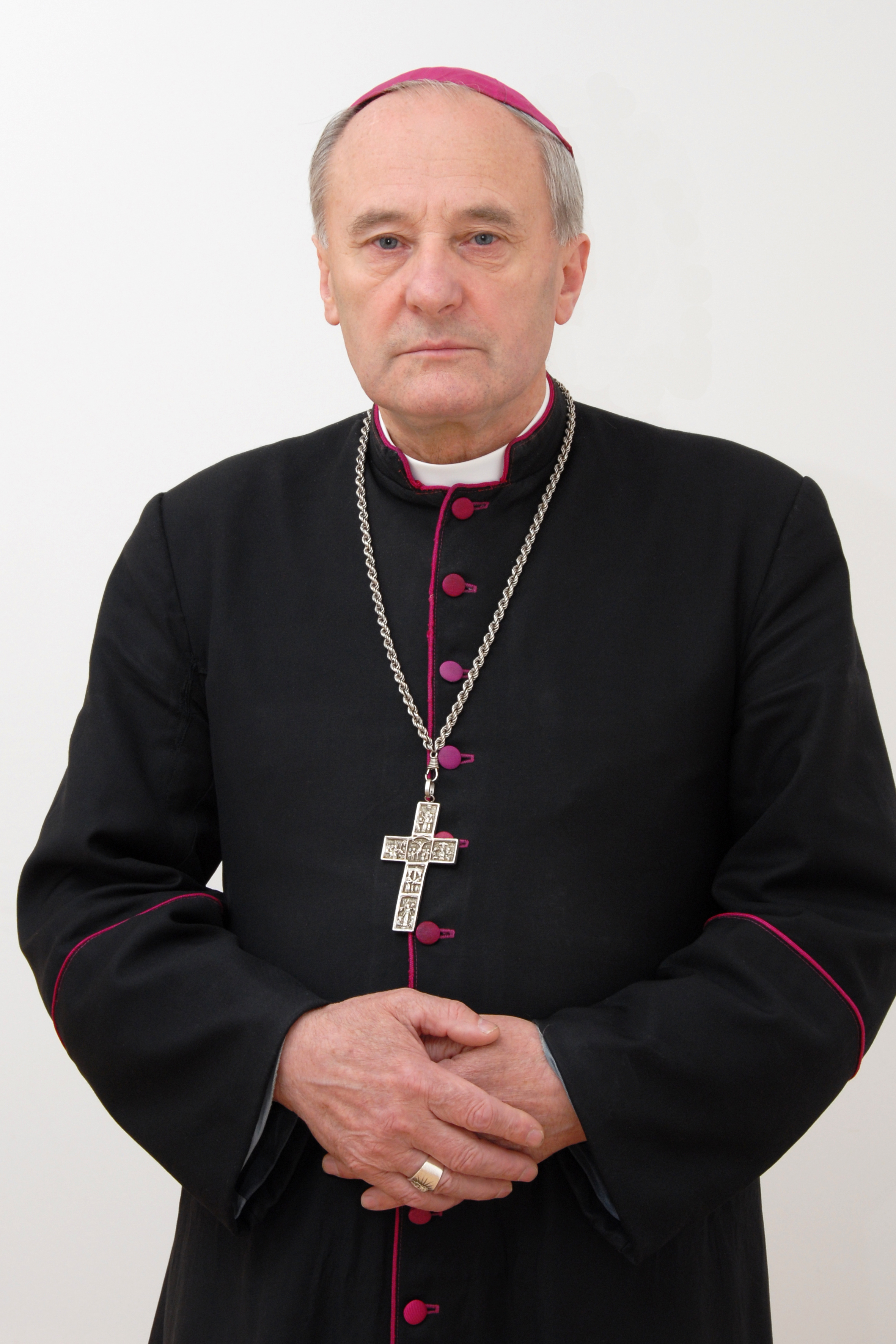
Kazimierz Wielikosielec (2007)

Kazimierz Wielikosielec OP (belarussisch Казімір Велікаселец, Kasimir Welikasselez) (* 5. Mai 1945 in Starawolja, Rajon Pruschany, Belarussische SSR) ist ein belarussischer römisch-katholischer Ordensgeistlicher und emeritierter Weihbischof in Pinsk.

## Leben
Kazimierz Wielikosielec leistete zunächst seinen Militärdienst und arbeitete dann auf einer Baustelle in Vilnius. Er lernte den Dominikanerorden kennen und beabsichtigte am Theologischen Seminar in Riga Theologie zu studieren, was ihm aber von den staatlichen Behörden drei Jahre lang verweigert wurde. Er nahm bei Wacław Piątkowski, dem damaligen Generalvikar des Bistums Pinsk, ein Studium in dem heimlich betriebenen Seminar auf. 1981 erfolgte die offizielle Aufnahme in das Priesterseminar von Riga, kurz darauf trat er der Ordensgemeinschaft der Dominikaner bei. Am 3. Juni 1984 spendete ihm der Apostolische Koadjutoradministrator von Riga und Liepāja, Jānis Cakuls, das Sakrament der Priesterweihe. 1992 wurde er zum Generalvikar des Bistums Pinsk ernannt und war gleichzeitig Pfarrer und Dekan in Baranawitschy.
Papst Johannes Paul II. ernannte ihn am 6. Mai 1999 zum Titularbischof von Blanda Julia und zum Weihbischof in Pinsk. Die Bischofsweihe spendete ihm der Erzbischof von Minsk-Mahiljou, Kazimierz Kardinal Świątek, am 24. Juni desselben Jahres; Mitkonsekratoren waren Erzbischof Dominik Hrušovský, Apostolischer Nuntius in Belarus, und Aleksander Kaszkiewicz, Bischof von Hrodna.
Vom 3. Januar bis zum 23. Oktober 2021 war Kazimierz Wielikosielec zusätzlich Apostolischer Administrator von Minsk-Mahiljou.
Papst Franziskus nahm am 10. Oktober 2024 seinen altersbedingten Rücktritt an.